# マーカス・ダンスタン
マーカス・ダンスタン（Marcus Dunstan, 1975年9月19日 - ）は、アメリカ合衆国の脚本家・映画監督。イリノイ州マコーム出身。
パトリック・メルトンと共に『ソウ』シリーズや『フィースト』シリーズといったホラー映画の脚本を執筆する。2009年には『ワナオトコ』で映画監督デビューを果たす。

## フィルモグラフィ
- The FEAST/ザ・フィースト Feast (2005) - 脚本
- ソウ4 Saw IV (2007) - 原案・脚本
- フィースト2/怪物復活 Feast II: Sloppy Seconds (2008) - 脚本
- ソウ5 Saw V (2008) - 脚本
- フィースト3/最終決戦 Feast 3: The Happy Finish (2009) - 脚本
- ワナオトコ The Collector (2009) - 監督・脚本
- ソウ6 Saw VI (2009) - 脚本
- ソウ ザ・ファイナル 3D Saw 3D (2010) - 脚本
- ピラニア リターンズ Piranha 3DD (2012) - 脚本
- パーフェクト・トラップ The Collection (2012) - 監督・脚本
- ネイバーズ The Neighbor (2016) - 監督・脚本
- スケアリーストーリーズ 怖い本 Scary Stories to Tell in the Dark (2019) - 原案